# Fisherhaven
Fisherhaven è una località costiera sudafricana situata nella municipalità distrettuale di Overberg nella provincia del Capo Occidentale.
La località è nota per la presenza di un gruppo di cavalli selvatici, gli unici ad abitare in un ambiente paludoso in tutto il Sudafrica.

## Geografia fisica
Il piccolo centro abitato, a carattere prevalentemente residenziale e vacanziero, è affaciato sulla laguna del fiume Bot nei pressi della città di Hermanus, situata a circa 12 chilometri verso sud-est.